# Mas Vidal (Madremanya)
Mas Vidal o Can Vidal és un molí hidràulic en desús al sud del terme municipal de Madremanya (el Gironès) que aprofitava les aigües del Rissec. Es construeix en planta rectangular aprofitant el curs del riu, el model constructiu que es conserva pertanyia a una època posterior al segle xvii. Podem veure els elements del molí d'aigua: la bassa i el carcabà amb maquinària i boca d'entrada d'arc de mig punt, l'edifici del molí en murs paredats. L'any 1677 apareix al llinda d'una finestra.